# Pablo Cubas
Pablo Cubas (San Fernando del Valle de Catamarca; 1870-Buenos Aires; 10 de octubre de 1945) fue un abogado, político y funcionario argentino. Fue gobernador interventor de la provincia de San Luis desde el 18 de julio al 10 de octubre de 1922 y ministro de gobierno de San Luis.

## Biografía
Pablo era sobrino del exgobernador de la provincia de Catamarca, José Cubas, se casó con la porteña Delfina Bricker, con quien tuvo dos hijos.
Durante la presidencia de Hipólito Yrigoyen fue encomendado para que secundara como ministro de gobierno del gobernador interventor el general médico Álvaro Luna. Ante la imposibilidad y las trabas políticas recibida por la legislatura puntana manejada por los conservadores entre ellos los exgobernadores Adolfo Rodríguez Saá "El Pampa", Francisco Sarmiento, Toribio Mendoza (hijo), que se colisionaron en un partido único llamado Partido Liberal, con el fin de desestabilizar a los radicales que gobernaban el gobierno provincial. Este Partido Liberal fue dirigido por Adolfo Rodríguez Saá "El Pampa".
Luna se retiró de la provincia el 18 de julio de 1922 y nunca regresó, dejando a cargo a su ministro Cubas. En su breve periodo Cubas fue el único de los interventores que logró acordar con los tradicionales conservadores puntanos y pudo hacer un traspaso pacífico de mando que luego fue aprobado por el presidente Marcelo T. de Alvear. 
Entre las primeras funciones de Cuba fue acordar con la legislatura la aprobación de leyes de necesidades y urgencia que fueron finalmente satisfactoria, reactivando la agricultura y la explotación ganadera que luego fue continuado por su sucesor. 
El 10 de octubre el gobierno nacional autorizó la entrega del mando al presidente de la legislatura Humberto Rodríguez Saá, marcando una era de sucesivos gobiernos conservadores en la provincia hasta el día de hoy con intervenciones de por medio.